# Renault Maxity

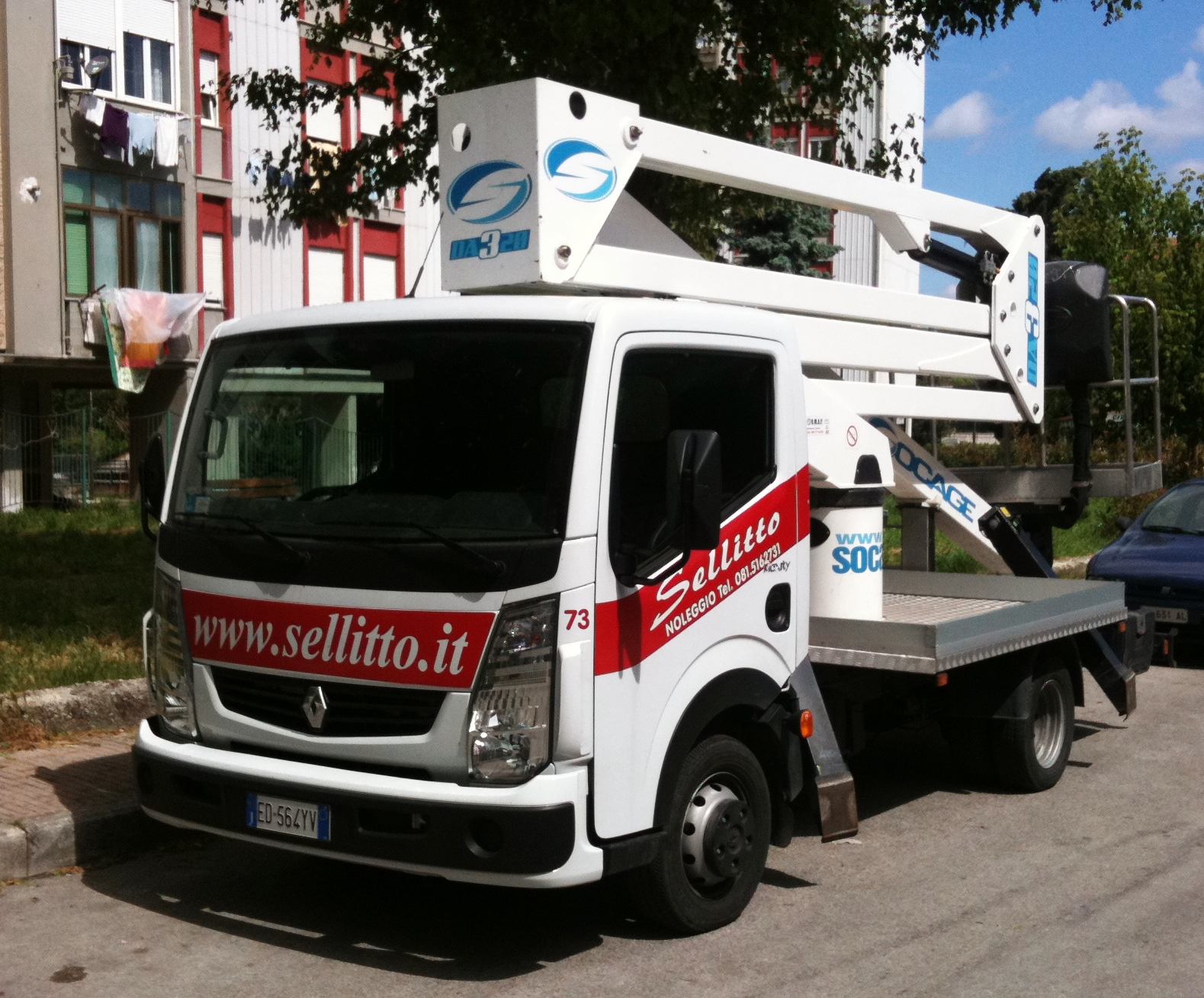
Renault Maxity

Renault Maxity — среднетоннажный грузовой автомобиль, производящийся французской компанией Renault Trucks с 2007 года.

## Описание
Автомобиль Renault Maxity является конкурентом Nissan Cabstar, разделяя те же трансмиссии и варианты двигателей, и изготавливается на том же заводе компании Nissan в городе Авила, Испания. В то время как обмен двигателями и производственными мощностями является частью альянса Renault-Nissan, автомобиль продаётся компанией Renault Trucks, которая принадлежит концерну Volvo Trucks.
Автомобиль соответствует экологическим нормам Евро-5. Мощности двигателей варьируются от 120 до 150 л. с. Полная масса автомобиля варьируется от 2,8 до 4,5 тонн.

С 2010 года также производится электромобиль на базе Renault Maxity.